# Усадьба Замятина — Третьякова
Усадьба Замятина — Третьякова — усадьба в Москве по адресу Гоголевский бульвар, дом 6, строение 1; Большой Знаменский переулок, дом 7, строения 1 и 2. Объект культурного наследия федерального значения.

## История
Главный дом усадьбы датируется второй половиной XVIII века, когда её владельцем являлся князь Пётр Александрович Меншиков. При следующем хозяине, полковнике Андрее Егоровиче Замятине, в 1806 году к дому были симметрично добавлены две пристройки. Дом пострадал во время Московского пожара 1812 года, во время восстановления он был расширен и перестроен в стиле ампир. Выходящий на бульвар главный фасад обновлённого здания был украшен характерным для архитектуры того периода шестиколонным портиком с фронтоном.
Затем усадьба принадлежала военному и государственному деятелю Дмитрию Михайловичу Львову, далее ей владела почетная гражданка, купчиха Ольга Андреевна Мазурина. В 1854 году по соседству с усадьбой на деньги Мазуриной была выстроена богадельня при церкви Ржевской Богоматери. После смерти владелицы в 1871 году имение согласно завещанию досталось церкви. В том же году усадьбу приобрёл купец, меценат и коллекционер Сергей Михайлович Третьяков, участок с богадельней церковь оставила себе. Архитектор Александр Степанович Каминский, женатый на сестре Третьякова, Софье Михайловне, стал автором проекта перестройки усадьбы, завершившейся в 1873 году. Декор фасадов был выполнен в русско-византийском стиле. Композиция парадного фасада здания симметрична, вдоль него идёт ряд равномерно расположенных больших окон с полукруглыми арками, края здания выделяются похожими на башни ризалитами, которые венчает крыша в форме палаток. Карниз выполнен в форме полосы небольших арочек, ещё больше элементов древнерусского зодчества архитектор использовал при оформлении ризалитов: колонки с кубовидными капителями, кубышки, опирающиеся на консоли вставки с поребриком, кокошники. Парадные залы дома были оформлены в разных исторических стилях: готическом, рокайльном и классическом.
Для размещения художественной коллекции владельца усадьбы Каминский возвёл двухэтажный флигель. Здание стоит с небольшим отступом от главного дома и соединено с ним двумя переходами-галереями.
Третьяков скончался в 1894 году, после чего его дом был продан предпринимателю Павлу Павловичу Рябушинскому, который владел им до революции 1917 года. С приходом новой власти усадьба была национализирована. Первоначально в 1917 году здание занял Революционный трибунал, затем здесь разместилась Военная прокуратура, а после Великой Отечественной войны — отдел внешних сношений Министерства обороны СССР.
В 1987 году дом перешёл в ведение только что созданного Советского фонда культуры. В феврале 1994 года здание сильно пострадало в результате пожара. Во время реставрационных работ 1994-96 годов был восстановлен лепной декор и роспись плафонов перекрытия второго этажа, элементов ограждений лестниц. В центральной части дома со стороны двора была сделана мансарда. Восстановление затронуло и флигель, были отремонтированы стропильные конструкции и кладка стен перехода между ним и главным домом. Проект работ был выполнен институтом «Спецпроектреставрация» (научный руководитель Н. И. Сафонцева, автор проекта Т. В. Башкина) и был удостоен диплома как лучший объект реставрации за 1997 год по Москве.
С 2011 по 2014 год в рамках федеральной целевой программы «Культура России» прошла очередная реставрация здания, в ходе которой были устранены перестройки внутренней планировки, произведенные во время, когда здание принадлежало Минобороны. Отреставрированный особняк был торжественно открыт 1 октября 2014 года.
В бывшей усадьбе располагается Российский фонд культуры, правопреемник советского фонда.

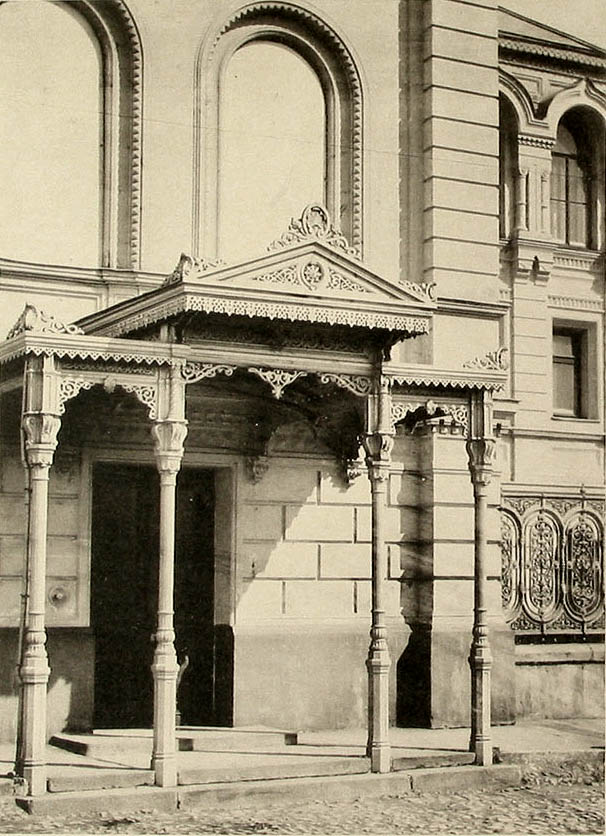
Козырёк над входом главного дома в конце XIX века
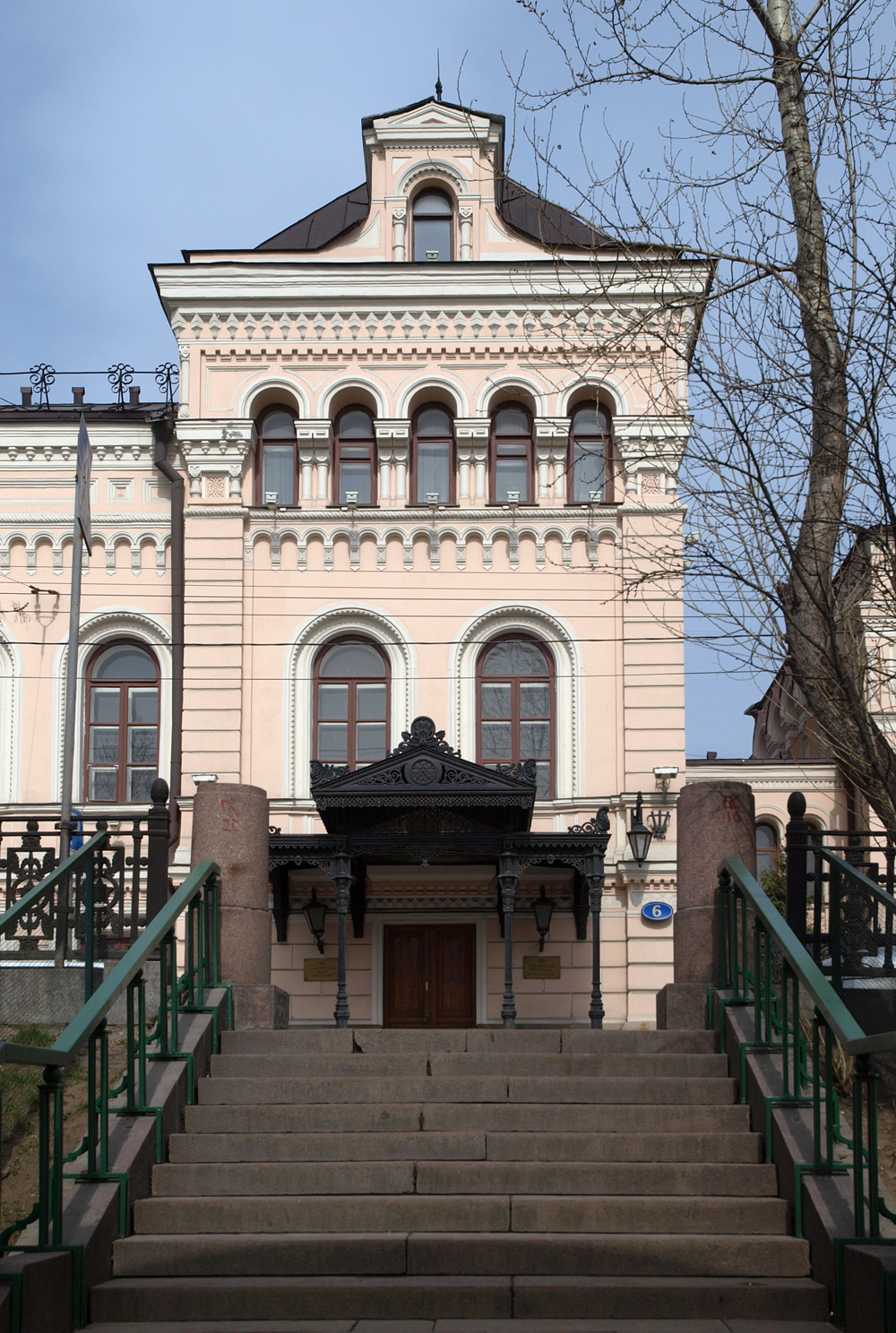
Правый ризалит дома в 2009 году
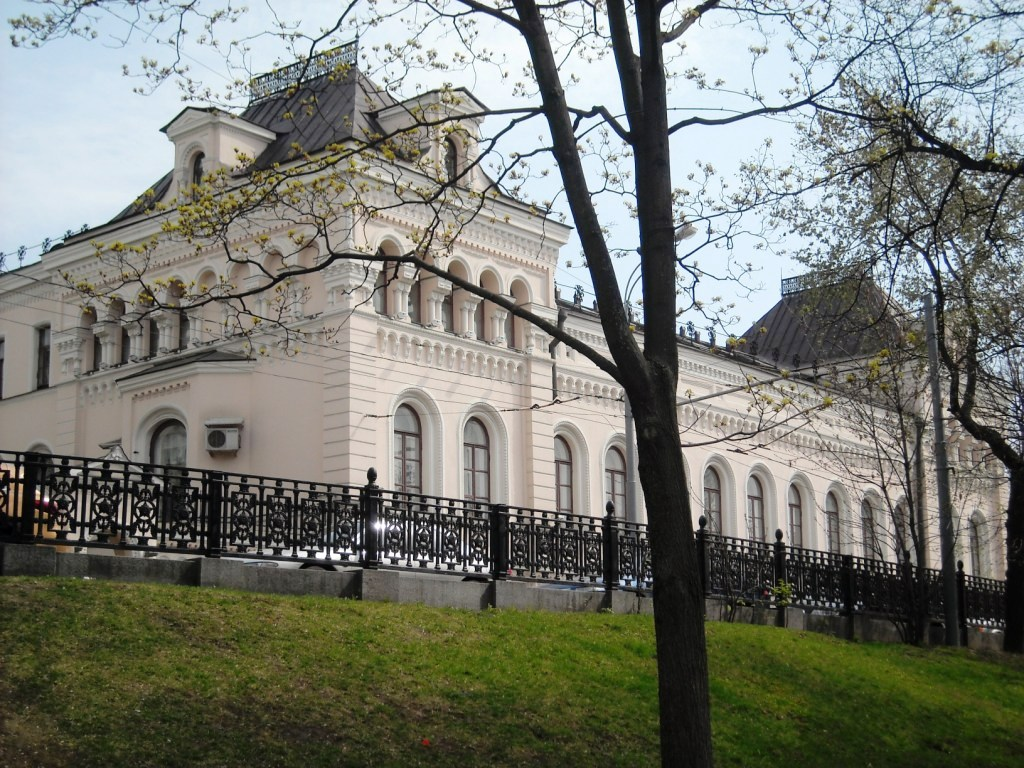
Вид на дом с бульвара